# 伊格纳西奥·索洛萨瓦尔
伊格纳西奥·索洛萨瓦尔（西班牙語：Ignacio Solozábal，1958年1月8日—），西班牙男子篮球运动员。他曾代表西班牙参加1980年、1984年和1988年夏季奥林匹克运动会篮球比赛，其中1984年奥运会获得一枚银牌。